# Pier Francesco Fiorentino
Pour les articles homonymes, voir Fiorentino.
Pier Francesco Fiorentino (Florence, 1444/1445 -  après 1497), est un peintre italien du Quattrocento.

## Biographie
Fils du peintre florentin Bartolomeo di Donato, il fréquente jeune l'atelier de Bartolomeo di Sandro, puis devient peintre indépendant.
À ses vingt-cinq ans, il est ordonné prêtre et est connu comme Pier Francesco Prete.
Il fréquente le cercle de  Benozzo Gozzoli et, avec lui, il travaille à San Gimignano et Certaldo au cours des années 1470.
En février 1475, il collabore avec Ghirlandaio aux décorations de la voûte de la nef centrale de la collégiale de San Gimignano.

## Œuvres
- Madonna con Bambino con i santi Onofrio, Antonio abate, Bernardino, Stefano, Maria Maddalena, Chiesa di Santa Maria in canonica, Colle di Val d'Elsa
- Crocifisso e santi (1490), fresque, Palazzo dei Priori, Volterra
- Madonna in trono col Bambino, Oratorio della Madonna della Neve, Villamagna di Volterra
- Madonna col Bambino tra i santi Bartolomeo e Sebastiano, cloître de la  chiesa di San Francesco, Figline Valdarno
- Vierge à l’Enfant avec Saint Jean-Baptiste et deux Anges, tondo, musée d'art et d'histoire de Narbonne.

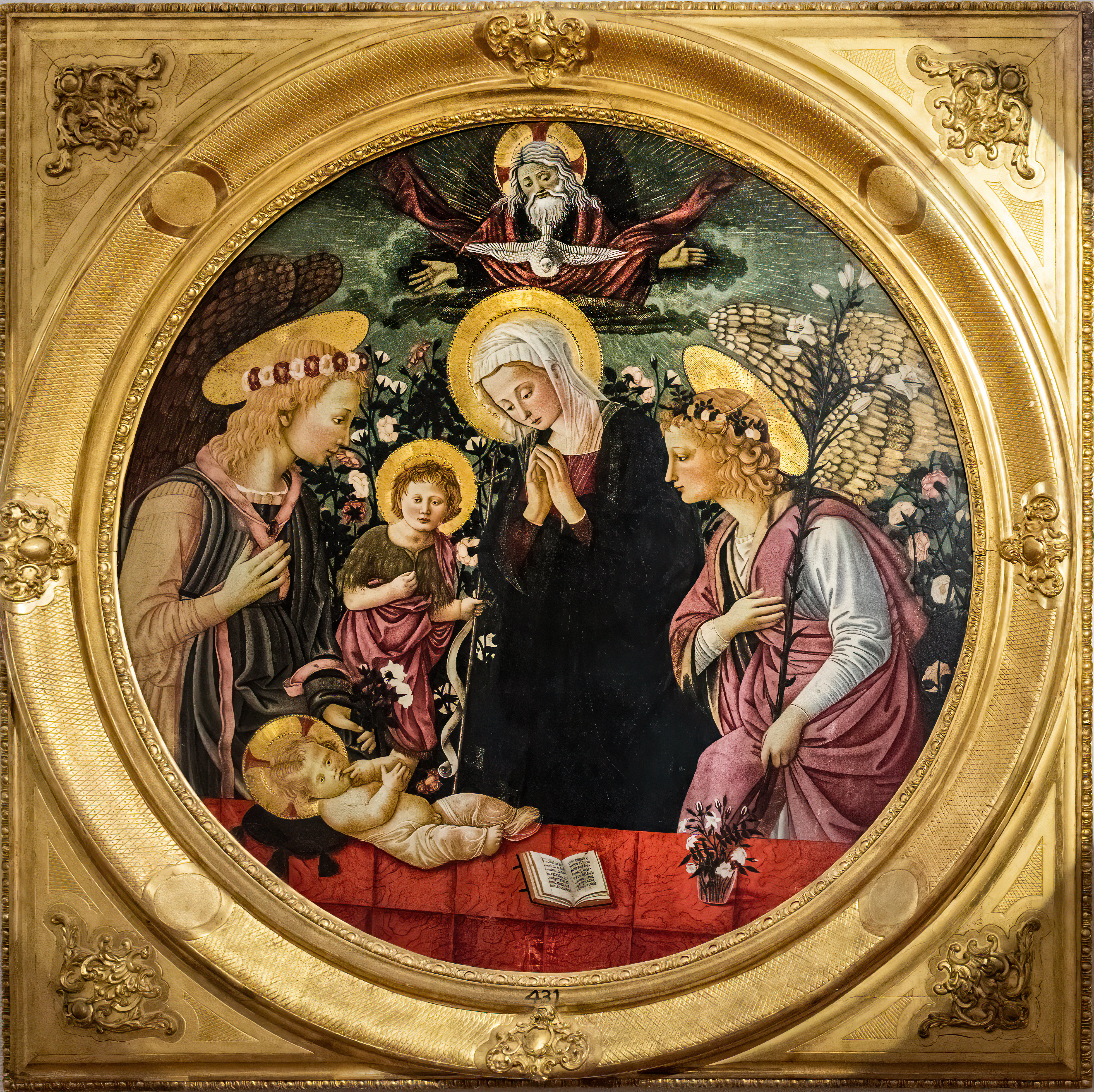
Vierge à l’Enfant avec Saint Jean-Baptiste et deux Anges, tondo, musée d'art et d'histoire de Narbonne.

Palazzo Pretorio, Sala del Vicario de Certaldo
- Madonna in trono tra San Girolamo e San Francesco,
- Elemosina di San Martino,
- San Giovanni Battista,
- Crocifissione.

Museo civico  du Palazzo Comunale de San Gimignano
- Madonna in trono e i santi Giusto e Tommaso (1477),
- Madonna col Bambino in trono tra i santi Bartolomeo e Antonio Abate (1490).
- Grand retable (1494) de la chiesa di Sant'Agostino, San Gimignano

## Pseudo Pier Francesco Fiorentino
Bernard Berenson (The Florentine Painters of the Renaissance, New York - London, 1900, pp. 132 - 134) avait attribué à Pier Francesco Fiorentino un groupe d'œuvres que Frederick Mason Perkins (Nuovi appunti sulla Galleria Belle Arti di Siena, "La Balzana", II, 1928, pp. 183 - 203), en 1928, préféra placer sous le vocable Pseudo Pier Francesco Fiorentino pour un artiste œuvrant dans un atelier à Florence dans la moitié du Quattrocento et produisant des copies de retables, principalement d'œuvres de Filippo Lippi et de Pesellino. Berenson  accepta ensuite cette correction.
Ainsi Palais Medici-Riccardi, dans la célèbre Chapelle des Mages de Benozzo Gozzoli : sur l'autel, en lieu et place de l'Adoration de Fra Filippo Lippi conservée maintenant à Berlin (Staatliche Museen), on trouve une copie ancienne exécutée du Pseudo Pier Francesco Fiorentino.

## Sources
- (it) Cet article est partiellement ou en totalité issu de l’article de Wikipédia en italien intitulé « Pier Francesco Fiorentino » (voir la liste des auteurs).